# ميكا (معدن)

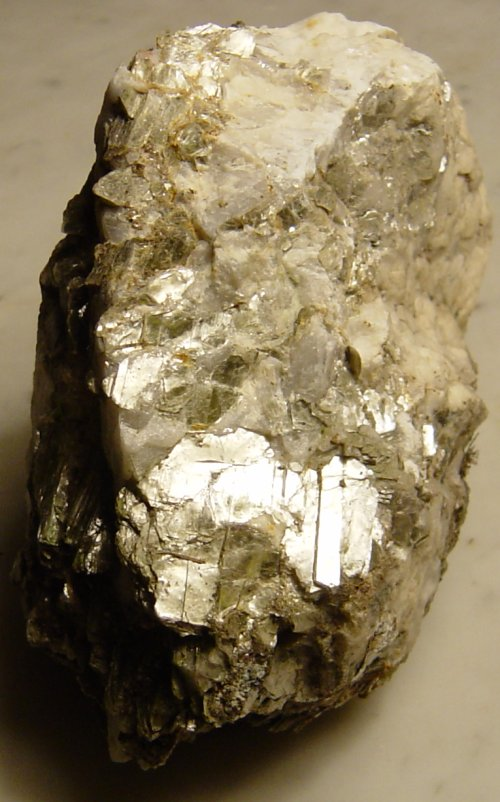
حجر يحتوي على المايكا.

الميكا أو اللُّكَاثُ (بالإنجليزية: mica)‏ هي مجموعة معادن سيليكات تختص بكونها تتبلور في هيئة طبقات، وتتميز بظاهرة الانفلاق البلوري القاعدي، حيث يسهل فصل رقائقها بصورة موازية لقاعدة بلوراتها. وتتبلور المايكا في النظام أحادي الميل أو شبيه السداسي pseudo-hexagonal وتتميز المجموعة بتركيب كيميائي واحد. وتعتبر الخاصية المميزة للميكا هو سهولة انشقاقها إلى طبقات بالتأثير عليها بضغط بسيط موازيا لقاعدة تبلورها السداسي.
- الانفلاق القاعدي وهو يحدث موازيا لقاعدة البلورة. ويحدد اتجاه الانفلاق المستوى البلوري {0001} في التركيب السداسي طبقا لمؤشرات ميلر البلورية. ويتمثل الانفلاق القاعدي في الميكا وفي الغرافيت.

وتستخدم أحجار الميكا والتي تتميز بشكلها الجميل وألوانها الجذابة والمتنوعة في أعمال الديكور والتشطيبات العالية الجودة لما تثريه على المكان من تأثير طبيعي ملفت للأنظار كحجر طبيعي وتتوافر منه في هيئة شرائح أو شيتات مرنه ليسهل تركيبها على الأعمدة الدائرية أو الحوائط ذات الانحناءات وذلك لمرونة هذه الشرائح والتي تعطي نفس تأثير قطع الحجر إلا أنها لا تشغل حيّزا كبيرا حيث يستلزم تركيب قطع الحجر استقطاع جزء من مساحة المكان بسبب سمك قطع الحجر والتي تصل إلى من 5 سم إلى 10 سم بالإضافة إلى طبقة المونة أسفلها واحتياجها إلى وقت كبير في التنفيذ لتمام تركيبها؛ بينما الشرائح التي نشير إليها بالإضافة إلى تأثيرها الطبيعي إلا أنها لا تحتاج إلى شغل أي حيّز حيث أن سمكها يصل إلى 3 مم ويتم لصقها باستخدام السليكون أو أي مادة لصق.